# 施卢赫人
施卢赫人（施卢赫语：ⵉⵛⵍⵃⵉⵢⵏ ishelhien）又称希尔哈人（英語：Shilha people），北非民族，主要居住于摩洛哥的小阿特拉斯山脉、高阿特拉斯山脉、苏斯地区和南部沿海地区，是摩洛哥主要的柏柏尔民族之一。
阿拉伯人有时以施卢赫人（شلوح）代指全体柏柏尔人。施卢赫人传统上从事农业和畜牧业，部分人过半游牧生活，在有水源的情况下种植作物，旱季则随牧群迁移。在一些特殊时期如战时，不同部落会互相合作，开放领地放牧权。这种合作关系后来体现为举行年度聚会的形式。

## 名人
- 萨阿德丁·奥斯曼尼
- 萨伊德·塔格马奥